# Werauhia pittieri
Werauhia pittieri là một loài thuộc chi Werauhia. Đây là loài bản địa của Costa Rica.